# 义乌指数
义乌指数以中华人民共和国浙江省义乌市竞选商品销量作为美国总统选举胜败的预测指标，不是正式指数。义乌指数的支持者认为，竞选商品的高销量反映了高支持率，销量旺盛的一方将赢得美国总统大选。反对者认为，义乌指数是不可靠指数，与美国选举胜负没有必然联系。

## 历史

### 2016年美国总统选举
义乌指数一词始于2016年美国总统选举。1990年代起，旗帜、棒球帽、T恤衫、橡胶面具等美国总统选举的竞选商品大多数是中华人民共和国浙江省义乌市销售的。2016年美国总统选举投票前，民意调查和美国主要媒体认为民主党候选人希拉里·克林顿优势明显，看好她赢得大选。然而，不被看好的共和党候选人唐纳德·特朗普最终赢得选举，成为美国总统。选举结果公布后，一张聊天截图在中国大陆的社交媒体上热传。截图内容称，义乌经营旗帜生意的商人选前预测特朗普击败希拉里，因为前者旗子订货量远远超过后者，“选举结果早在义乌就开出来了”。另有报道称，“义乌指数”的出现源于浙江佳豪旗帜有限公司老板姚丹丹的一段采访视频。姚丹丹的公司位于浙江省绍兴市柯桥区柯岩街道梅墅村，产品运往义乌市销售。2016年6月起，他陆续接到了特朗普和希拉里的竞选旗帜订单。他发现，特朗普旗帜订单远远超过希拉里，前者大约是后者十倍，因此预测特朗普获胜。姚丹丹在采访中说：“特朗普人气高，他的旗子就算没有订金也敢备货……10个人裏有9个都在支持他。”视频在中国大陆的互联网上走红，义乌指数一词也引发了关注。

### 2020年美国总统选举
2020年美国总统选举前，特朗普竞选用品在义乌的销售量大幅领先于民主党候选人乔·拜登。报道称，经营这类商品的义乌商人看好特朗普赢得连任。选前全国民意调查中，拜登领先；摇摆州的民意调查中，双方差距较小。
2020年11月7日，选举日后的第四天，美联社宣布拜登赢得大选，与此前义乌竞选用品销量所暗示的结果相左。

## 批评
批评意见认为，义乌指数虽然成功预测了特朗普在2016年赢得大选，但并不能准确反映选举情况。例如，在义乌订购竞选商品的通常是公司、机构或者美国商店，并不能反映选举人的受欢迎程度。2016年总统选举中，特朗普在全国普选票上输给了希拉里，但是赢得了关键的摇摆州，通过选举人团制度得以当选总统，有人据此认为竞选商品销量同选举胜负没有必然联系。2016年、2020年的两场选举中，特朗普的支持者很多居住在农业区，住宅空间较大，可以摆放很多标语、横幅；民主党候选人拜登的支持者很多是城市居民，居住空间较小，没有空间安放大量标语、横幅。特朗普的支持者以基层白人居多，这些选民习惯于传统的竞选活动，对竞选商品需求量更高。此外，2020年总统选举前2019冠狀病毒病在美國爆发，民主党、共和党采取了不同的竞选方式。民主党竞选活动注重保持社交距離，避免大规模集会。共和党候选人特朗普在疫情期间继续举行大规模集会，支持者对旗帜、标语、T恤衫的需求更多。还有人认为，拜登支持者倾向在越南、缅甸订购竞选棒球帽，不在义乌下单，因此义乌的销量并不能反映双方对于竞选商品的真实需求。